# 鈴木優梨
鈴木 優梨（すずき ゆうり、1988年5月21日 - ）は、日本のタレント、女優、パチスロライター。推し機種は、SLOT魔法少女まどか☆マギカシリーズ、北電子。

## 人物・来歴
- 岡山県出身。岡山城東高校卒業、フェリス女学院大学音楽学部演奏学科卒業、ワタナベエンターテインメントカレッジ卒業。2011年7月頃まで株式会社アール・クルーに所属後、藤沢事務所に所属。2014年・2015年は株式会社ユーキース・エンタテインメントに所属した。その後は、amiproに所属した。2017年12月現在、R&E所属。
- 特技：ピアノ、エレクトーン、ドラム。趣味：陶芸。妹が1人いる[1]。
- 2012年、第26代備前焼小町に選ばれる[2]。
- ブログでは必ず「BULA」（フィジー語で「こんにちは」の意味[3]）で始まり、「ちゃおびー」（Ciaoと「ばいびー」を足した造語[4]）で閉める。
- 2012年、「汐留グラビア甲子園」ファイナリスト。
- 「ミスアクション2015」ファイナリスト。
- 「MISS-SUZUKI ミス鈴木」セミファイナリスト。2016年2月10日開催のファイナルではMCを務めた。
- 2016年8月30日発売の『でちゃう!』関東版10月号において、でちゃう!編集部・研究生となることが発表された。同年10月15日・16日にデビュー来店実践を行った（実際の初実践は9月21日）。2018年4月1日より正式な編集部員となった。
- 「ミスプレミア2017-2018」グランプリおよびsommelier TV賞を獲得[5]。
- 2017年、第16回バクNEWクイーンコンテスト優勝。

## 出演

### 舞台
- 天切り松闇がたり〜衣紋坂から〜（2011年6月9日 - 12日、博品館劇場）
- IMAGINE 9.11（2011年9月9日 - 11日、博品館劇場）
- ソラリネ。#1.5「ニンギョヒメ」（2012年1月10日 - 15日、上野ストアハウス）（ダブルキャスト、【空】。※11日は出演なし）
- TEAM DD「エンドロール」〜奇跡の時間三部作 PROLOGUE〜（2012年3月28日 - 4月1日、中野ザ・ポケット）
- ソラリネ。#05「オートロックロックナット」（2012年12月19日 - 23日、恵比寿・エコー劇場）（ダブルキャスト、【鈴】。※19日は出演なし）
- SECOND・N PRODUCE VOL.2「絡縺-RAKUREN-」（2013年2月19日 - 24日、学芸大学・千本桜ホール）
- Yプロジェクト「ボッコ〜上野より愛を込めて〜」（2013年5月24日 - 26日、上野ストアハウス）
- 月蝕歌劇団「女神ワルキューレ海底行」（2013年7月18日 - 22日、ザムザ阿佐谷）（※18日は出演なし）
- 劇団空感エンジンプロデュース「美しすぎない女」（2014年2月5日 - 9日、両国・Air studio）
- ソラリネ。#11「歓喜の歌」（2014年3月19日 - 23日、上野ストアハウス）（ダブルキャスト、【空】。※20日は出演なし）
- 劇団空感エンジンプロデュース「LIFE〜誰かのために祈る時〜」（2014年5月7日 - 12日、両国・Air studio）（トリプルキャスト、B班。※8日は出演なし）
- ソラリネ。#13「幸福の王子/unreal」（2014年8月27日 - 31日、上野ストアハウス）（「幸福の王子」に出演。※28日は出演なし）
- ソラリネ。#15「ニンギョヒメ」（2014年11月26日 - 30日、相鉄本多劇場）（ダブルキャスト、【空】。※27日は出演なし）
- 園田英樹演劇祭 Plus「谷中コメディーショー」（2015年2月7日、戸野廣浩司記念劇場）（ゲスト出演）
- ソラリネのユメVo.8「かもふらーじゅ」（2015年5月26日 - 31日、ギャラリー・ルデコ）（ダブルキャスト、【隠蔽】）
- 演劇×音楽『B・M・P』（2015年10月24日、新宿グラムシュタイン）
- エアースタジオ「六畳一間で愛してる」（2016年6月22日 - 27日、両国・Air studio）（ダブルキャスト、B班。※22日は出演なし）
- END es PRODUCE『リベルテ Vol.1』（2016年7月30日、レンタルスペースさくら 原宿竹下口）
- ソラリネ。#16「PANGEA」（2016年11月2日 - 13日、シアターノルン）（ダブルキャスト、【空】。※8日は出演なし）
- END es PRODUCE『リベルテ Vol.3』（2017年6月16日、ステージカフェ下北沢亭）
- 新春SPイベント（小郷拓真主催）（2018年1月14日、中野Mスタジオ）
- END es PRODUCE『リベルテ Vol.4』（2018年4月15日、ステージカフェ下北沢亭）
- END es PRODUCE『リベルテ Vol.7』（2019年1月20日、新宿スターフィールド）
- END es PRODUCE『リベルテ Vol.12』（2020年6月21日、本所松坂亭劇場）

### 携帯動画
- Bee TV 『GIFT〜今夜、幸せの時間をお届けします。〜』13話 OL役

### モデル
- かつらしげもり パンフレットモデル
- 株式会社モンテローザ アルバイト募集ポスター
- 笑笑 女子会メニュー・ポスター
- マスダ増 2012 新作髪飾りカタログ、ポスター
- 第一三共パンフレットモデル

### web
- 週刊アスキー WEBサイト『週アス』アイドルサイトFresh!
- 第一三共「くすりのライフサイクル」篇（2013年）
- 「Right-on×方言彼女。」（2013年）
- 「オウチ Wi-Fi×方言彼女。」オンラインゲーム篇（2014年）
- 第一三共ヘルスケア「カロヤン“ホメ女子”」（2014年）
- 株式会社Diverse「YYCプロモーション動画」[6][7][8]（2016年）

### テレビドラマ
- オトナ高校 第1話・第2話（2017年10月14日 - 10月21日、テレビ朝日）

### 情報・バラエティ
- メイクyouハッピー（2010年8月6日、TBS） - メイクモデル
- 方言彼女。2（2011年4月、東名阪ネット6ほか）
- 方言彼女。0-LOVE-（2012年4月、東名阪ネット6ほか）
- 全力坂（2014年9月8日・18日、テレビ朝日）
- 999人美女（2014年10月20日、11月17日、2015年3月2日・30日、TOKYO MX） - 美女No.091
- 東京オーディション(仮)（2016年5月2日 - 7月25日、8月8日 - 10月31日、2017年7月3日 - 9月25日、TOKYO MX） - イイね!ガールズ
- つんつべ♂バク音（2017年6月1日 - 9月21日、TOKYO MX）
- 極楽山本・ロンブー亮のARIGATEENA TV（2021年11月21日、テレビ埼玉）

### ラジオ番組
- シンクロのシティ（2015年11月11日、TOKYO FM） - 「ミス鈴木」関連電話インタビュー

### CM
- 井村屋「やわもちアイス」[9]（2016年）

### インターネットテレビ
- あゆーりタイム（2012年11月20日、WALLOP。小川あゆ美と共演）
- あゆーりタイム2（2013年3月30日、WALLOP。小川あゆ美と共演）
- あゆーりタイム3（2013年11月24日、WALLOP。小川あゆ美と共演）
- あゆーりタイム4（2014年5月31日、WALLOP。小川あゆ美と共演）
- あゆーりタイム5（2014年10月12日、WALLOP。小川あゆ美と共演、ゲスト：堀有里）
- あゆーりタイム6（2015年8月23日、WALLOP。小川あゆ美と共演）
- あゆーりタイム7（2016年5月15日、WALLOP。小川あゆ美と共演）
- あゆーりタイム8（2017年1月8日、WALLOP。小川あゆ美と共演）
- ə kogare -アコガレ-（2015年4月2日、5月7日、6月4日、7月2日、9月3日、10月1日、11月5日、12月3日、2016年1月7日、WALLOP。藍澤慶子ほかと共演）
- 方言女子会。（2015年10月11日、WALLOP。相沢美羽、武田るいと共演）
- ほりゆーりもかちゅんしーちゃんの同窓会すぺしゃる!（2015年10月30日、WALLOP。堀有里、川又静香、南萌花と共演）
- けーことゆーりの深いところ（ə kogare枠内）（2016年2月4日、3月3日、4月7日、WALLOP。藍澤慶子、堀有里と共演）
- ふかいところ（ə kogare枠内）（2016年5月5日、7月21日、8月18日、WALLOP。藍澤慶子、堀有里と共演）
- いくつになっても女子会（2016年8月21日、WALLOP。武田るい、生夏と共演）
- お悩み聞きまSHOW!!（2018年4月7日、WALLOP。ゲスト出演）

### 書籍・雑誌
- 漫画アクション（2014年No.15、2015年No.4、双葉社）
- エキサイティングマックス!（2017年5月号、ぶんか社）
- でちゃう! 関東版（2016年10月号 - 2017年8月号、10月号、2018年1月号、3月号 - 2020年5月号、triple a 出版）
- ぴあMOOK 春夏秋冬ぴあ日帰り遊び 首都圏版〈２０１８－２０１９〉（2017年、ぴあ）

### その他
- 着物ファッションショー 舞妓

## リリース作品

### DVD
- The Lady Next Door（2017年10月19日、sommelierTV、販売協力：ギルド）